# Schizopeponeae
Schizopeponeae — триба рослин родини гарбузових, яка включає 12 видів з Азії.

## Склад триби
- Herpetospermum[1]
  - 4 види — гірська Індія, Непал, Тибет, М'янма, пд.-цн. Китай
- Schizopepon[2]
  - 8 видів — Південна, Південно-Східна та Східна Азія